# Beauclair
Beauclair ist eine französische Gemeinde mit 90 Einwohnern (Stand: 1. Januar 2022) im Département Meuse in der Region Grand Est. Sie gehört zum Arrondissement Verdun, zum Kanton Stenay und zum 2016 gegründeten Gemeindeverband Pays de Stenay et Val Dunois.

## Geografie
Beauclair liegt etwa 60 Kilometer nordnordwestlich von Verdun. Umgeben wird Beauclair von den Nachbargemeinden Beaufort-en-Argonne im Norden, Wiseppe im Nordosten und Osten, Halles-sous-les-Côtes im Osten und Südosten, Montigny-devant-Sassey im Südosten und Süden, Tailly im Südwesten und Westen sowie Nouart im Westen.

## Bevölkerungsentwicklung
| Jahr                       | 1962 | 1968 | 1975 | 1982 | 1990 | 1999 | 2006 | 2011 | 2019 |
| Einwohner                  | 92   | 94   | 75   | 72   | 84   | 85   | 85   | 86   | 92   |
| Quellen: Cassini und INSEE |      |      |      |      |      |      |      |      |      |

## Sehenswürdigkeiten
- Kirche Saint-André
- Flugplatz für Ultraleichtflieger